# اچ‌ام‌ای‌اس لانسستون (ای‌سی‌پی‌بی ۹۴)
اچ‌ام‌ای‌اس لانسستون (ای‌سی‌پی‌بی ۹۴) (به انگلیسی: HMAS Launceston (ACPB 94)) یک کشتی است که طول آن ۵۶٫۸ متر (۱۸۶ فوت) می‌باشد. این کشتی در سال ۲۰۰۷ ساخته شد.